# Orthosia pubescens
Orthosia pubescens là một loài thực vật có hoa trong họ La bố ma. Loài này được (Greenm.) Liede & Meve mô tả khoa học đầu tiên năm 2008.